# Carel de Moor
Pour les articles homonymes, voir Moor.
Carel de Moor ou Charles de Moor ou Karel de Moor (22 février 1656, Leyde - 16 février 1738 , Warmond) est un peintre néerlandais du siècle d'or. Il est connu pour ses peintures de portraits et de scènes de genre.

## Biographie
Carel de Moor est né le 22 février 1656 à Leyde aux Pays-Bas et y est baptisé le 26 février 1656. 
Son père est marchand d'art et souhaite qu'il étudie les langues étrangères. Il lui permet d'étudier l'art et la peinture dès lors qu'il est convaincu que son jeune fils s'exprime avec talent dans ce domaine. Il est l'élève de Gérard Dou, Frans van Mieris l'Ancien, Godfried Schalken, et Abraham van den Tempel. Son style minutieux influencé par Gérard Dou est caractéristique des peintres de l'école de Leyde. Il devient membre de la guilde de Saint-Luc de Leyde en 1683. Il devient ensuite à plusieurs reprises doyen de la guilde entre 1688 et 1711. Il enseigne la peinture et a pour élèves Pieter Lyonet, Andreï Matveïev, Arent Pijl, Arnout Rentinck, et Mattheus Verheyden.
Il meurt en 1738 à Warmond.

## Œuvres

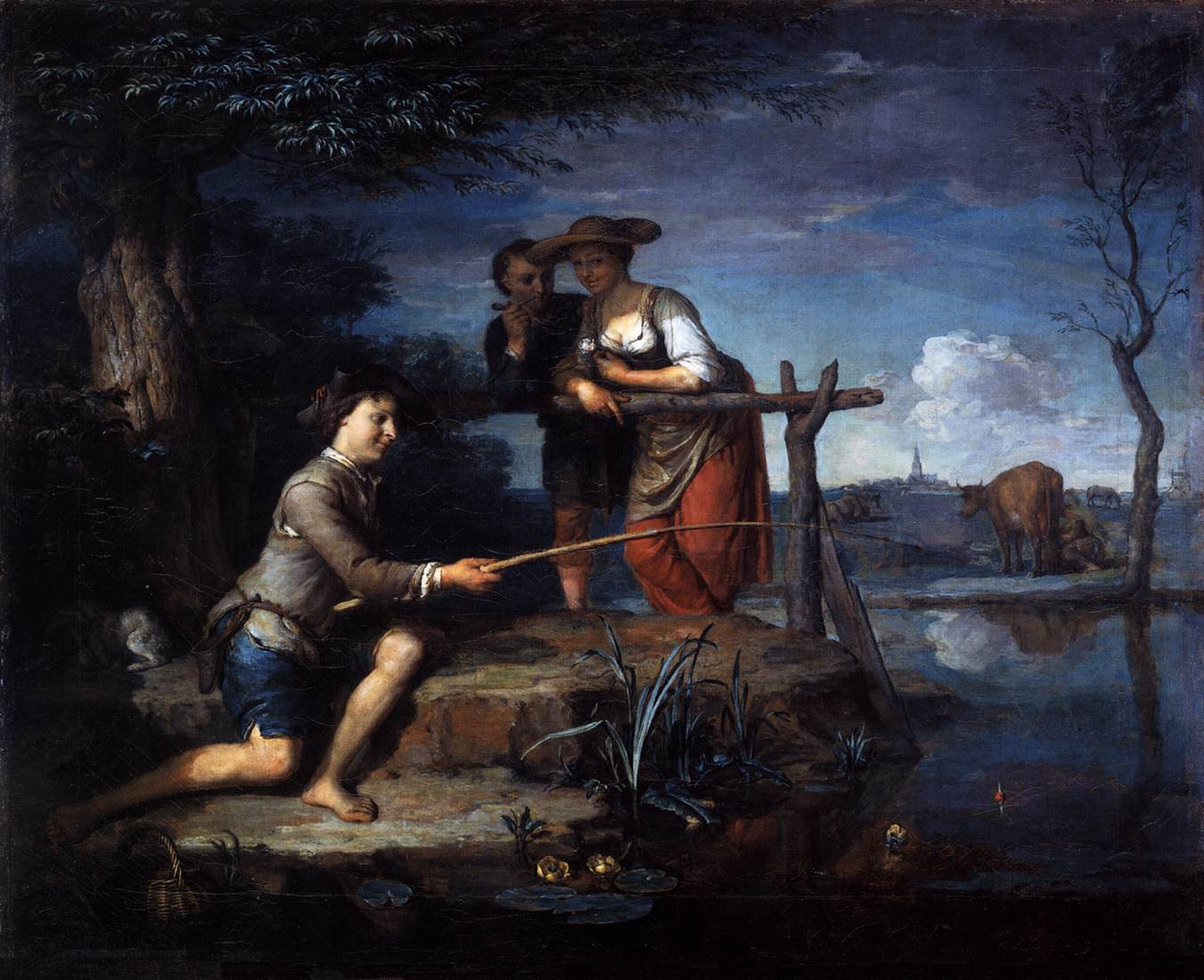
Le Pêcheur, ca. 1700

- Le Pêcheur[2], Rijksmuseum, Amsterdam ;
- Autoportrait[3], Rijksmuseum, Amsterdam ;
- Scène de soldats[4], Rijksmuseum, Amsterdam ;
- Portrait du baron Van Wassenaer, 1716, huile sur toile, 128 × 105 cm, musée de Grenoble[5] ;
- La Partie de cartes, huile sur toile, 53,8 x 48,6 cm, musée des Beaux-Arts de Brest[6] ;
- Portrait d’un négociant déguisé en Mercure et de sa famille ou Portrait avec une allégorie du Commerce et de ses bienfaits, 60 × 77 cm, musée du Louvre, Paris[7] ;
- Les enfants aux chardonnerets (attribué à), huile sur toile, musée des Beaux-Arts de Chartres, don Justin Courtois 1888 (inv. 5660)[8].